# Hôtel de Dartein
L'hôtel de Dartein est un monument historique situé à Strasbourg, dans le département français du Bas-Rhin.

## Localisation
Ce bâtiment est situé au 17, rue des Charpentiers à Strasbourg et fait face à l'impasse des Charpentiers.

## Historique
L'hôtel appartient durant trois siècles à la famille Boecklin de Boecklinsau.
En 1761, le comte Christian Frédéric Dagobert de Waldner de Freundstein acquiert l'hôtel, puis il passe à Christine de Saxe en 1776.
L'hôtel est reconstruit au XVIIIe siècle.
L'édifice fait l'objet d'un classement au titre des monuments historiques depuis 1927.